# Ursula Baus
Ursula Baus (Kaiserslautern, 1959) es una editora, historiadora del arte y doctora en arquitectura alemana.

## Biografía
Formada en Filosofía, Historia del arte y Arqueología clásica en la Universidad de Bellas Artes de Saarbrücken, también estudió arquitectura en Stuttgart y París y obtuvo el doctorado en Arquitectura por el Instituto de Historia de la Arquitectura de la Universidad de Stuttgart (1989-2004). Desde 2014 publica la revista de arquitectura digital Frei04 Publizistik, del colectivo que cofundó en 2004. La revista electrónica se distribuye, desde 2017, en la página web de marlowes.de. Anteriormente, también había trabajado como editora para el portal german-architects.com, DB Deutsche Bauzeitung y Le Moniteur. Entre sus publicaciones, destaca el libro Footbridges (Birkhäuser, 2007) y su capítulo en Making Heimat: Germany, Arrival Country: Atlas of Refugee Housing (Hatje Cantz, 2017).
De 2004 a 2010 fue profesora de Crítica y Teoría Arquitectónica en la Universidad de Stuttgart y en la Academia de Bellas Artes de Stuttgart. Ha formado parte de múltiples consejos de organizaciones de arquitectos alemanas, entre las cuales se encuentran Architekturbild, Schelling Architekturstiftung Karlsruhe y el Museo Alemán de Arquitectura. Fue vicepresidenta del Consejo Asesor de la Fundación Federal para la Cultura entre 2007 y 2012, miembro del comité de expertos del Premio Europeo del Espacio Público Urbano, del comité científico de la IBA Basilea 2020 y experta del Premio de Arquitectura Contemporánea de la Unión Europea – Premio Mies van der Rohe.